# كلفن بيلشر
كلفن بيلشر (بالإنجليزية: Kelvin Belcher)‏ هو لاعب كرة مضرب أمريكي، ولد في 20 سبتمبر 1961 في غادسدن في الولايات المتحدة، وتوفي في 18 فبراير 2017 في أتلانتا في الولايات المتحدة.

## وصلات خارجية
- كلفن بيلشر على موقع رابطة محترفي التنس (الإنجليزية)
- كلفن بيلشر على موقع الاتحاد الدولي لكرة المضرب (الإنجليزية)
- كلفن بيلشر على موقع خلاصة التنس.كوم (الإنجليزية)